# Naji Marshall
Naji Maurice Marshall (Atlantic City, Nueva Jersey; 24 de enero de 1998) es un baloncestista estadounidense que pertenece a la plantilla de los Dallas Mavericks de la NBA. Con 1,98 metros de estatura, ocupa la posición de alero.

## Trayectoria deportiva

### Universidad
Jugó tres temporadas con los Musketeers de la Universidad Xavier, en las que promedió 12,9 puntos, 5,9 rebotes, 3,0 asistencias y 1,0 robos de balón por partido. En su primera temporada fue incluido en el mejor quinteto de rookies de la Big East Conference, mientras que al año siguiente lo fue en el segundo mejor quinteto de la conferencia y en 2020 en el primero.
El 9 de abril anunció su firma con un agente y la intención de presentarse al Draft de la NBA, renunciando así al año universitario que le quedaba.

#### Estadísticas
| Año     | Equipo | PJ | PT | MPP  | %TC  | %3P  | %TL  | RPP | APP | ROB | TPP | PPP  |
| ------- | ------ | -- | -- | ---- | ---- | ---- | ---- | --- | --- | --- | --- | ---- |
| 2017–18 | Xavier | 35 | 18 | 21.8 | .530 | .349 | .753 | 4.4 | 1.6 | .7  | .3  | 7.7  |
| 2018–19 | Xavier | 33 | 33 | 35.9 | .394 | .277 | .722 | 7.2 | 3.4 | 1.1 | .2  | 14.7 |
| 2019–20 | Xavier | 31 | 31 | 35.7 | .445 | .286 | .710 | 6.3 | 4.0 | 1.3 | .4  | 16.8 |
| Total   | Total  | 99 | 82 | 30.9 | .439 | .289 | .725 | 5.9 | 3.0 | 1.0 | .3  | 12.9 |

### Profesional
Tras no ser elegido en el Draft de la NBA de 2020, el 8 de diciembre firmó un contrato dual con los New Orleans Pelicans de la NBA y su filial en la G League, los Erie BayHawks. El 6 de mayo de 2021, llega a un acuerdo por tres años con Pelicans.
Tras cuatro temporadas en New Orleans, el 30 de junio de 2024, firma por tres temporadas y $27 millones con Dallas Mavericks.

## Estadísticas de su carrera en la NBA

### Temporada regular
| Año     | Equipo      | PJ  | PT | MPP  | %TC  | %3P  | %TL  | RPP | APP | ROB | TPP | PPP  |
| ------- | ----------- | --- | -- | ---- | ---- | ---- | ---- | --- | --- | --- | --- | ---- |
| 2020-21 | New Orleans | 32  | 10 | 21.9 | .392 | .349 | .707 | 4.6 | 2.8 | .8  | .3  | 7.7  |
| 2021-22 | New Orleans | 55  | 4  | 13.4 | .405 | .200 | .796 | 2.6 | 1.1 | .6  | .1  | 5.7  |
| 2022-23 | New Orleans | 77  | 21 | 23.3 | .433 | .303 | .789 | 3.6 | 2.5 | .7  | .2  | 9.1  |
| 2023-24 | New Orleans | 66  | 1  | 19.0 | .463 | .387 | .791 | 3.6 | 1.9 | .7  | .2  | 7.1  |
| 2024-25 | Dallas      | 69  | 31 | 27.8 | .508 | .275 | .813 | 4.8 | 3.0 | 1.0 | .2  | 13.2 |
| Total   | Total       | 299 | 67 | 21.4 | .456 | .302 | .786 | 3.8 | 2.3 | .8  | .2  | 8.8  |

### Playoffs
| Año   | Equipo      | PJ | PT | MPP  | %TC  | %3P  | %TL   | RPP | APP | ROB | TPP | PPP |
| ----- | ----------- | -- | -- | ---- | ---- | ---- | ----- | --- | --- | --- | --- | --- |
| 2022  | New Orleans | 6  | 0  | 9.4  | .700 | —    | 1.000 | 1.0 | .8  | .2  | .2  | 3.0 |
| 2024  | New Orleans | 4  | 0  | 21.0 | .429 | .400 | 1.000 | 2.8 | 1.3 | .5  | .5  | 9.0 |
| Total | Total       | 10 | 0  | 14.0 | .500 | .400 | 1.000 | 1.7 | 1.0 | .3  | .3  | 5.4 |